# EP u hokeju na travi 1978.
Europsko prvenstvo u hokeju na travi za muške 1978. se održalo u SR Njemačkoj, u Hannoveru.

## Sudionici
Sudionici su bili Engleska, Francuska, Čehoslovačka, Gibraltar, Irska, Nizozemska, SR Njemačka, Poljska, SSSR, Škotska,  Španjolska i Wales.

## Rezultati
- za brončano odličje:

 Engleska -  Španjolska 2:0
- za zlatno odličje

 SR Njemačka -  Nizozemska 3:2

## Konačna ljestvica
| Mj. | Država       |
| --- | ------------ |
| 1.  | SR Njemačka  |
| 2.  | Nizozemska   |
| 3.  | Engleska     |
| 4.  | Španjolska   |
| 5.  | Poljska      |
| 6.  | Wales        |
| 7.  | Francuska    |
| 8.  | Irska        |
| 9.  | SSSR         |
| 10. | Čehoslovačka |
| 11. | Škotska      |
| 12. | Gibraltar    |

Naslov europskog prvaka je osvojila SR Njemačka.